# Skippie
Skippie (von englisch school kids with income and purchase power, also „skipp“-ie; zu deutsch etwa „Schüler mit Einkommen und Kaufkraft“) bezeichnet die Gruppe von Personen, die sich durch die Merkmale auszeichnen, einerseits
- Schüler zu sein

andererseits über
- Einkommen (regelmäßige Einnahmen, z. B. Taschengeld, Jobs, Erbe usw.)

und
- Kaufkraft (das für Konsumzwecke verfügbare Einkommen)

zu verfügen.
Dieses Akronym findet seinen Anwendungsursprung im betriebswirtschaftlichen Kontext und ermöglicht beispielsweise eine psychografische Segmentierung im Marketing.

## Ähnliche Begriffe
- Buppie (Black Yuppie)
- Rumpie (rural, upwardly-mobile professional), junger, vom Land stammender Aufsteiger oder karrierebewusster Mensch.
- Woopie (well-off older people), finanziell abgesicherte (und damit kaufkräftige) Senioren.
- Yuppie (young urban professional), junger karrierebewusster, großstädtischer Mensch.
- Yuspie (young urban single professional), ein Single mit Universitätsabschluss und guter Stellung.